# Jelena Simić
Jelena Simić (Bosnische Aussprache: [jělena sǐːmitɕ], * 19. Februar 1992 in Bijeljina) ist eine ehemalige bosnische Tennisspielerin.

## Karriere
Simić spielt vorrangig auf der ITF Women’s World Tennis Tour, wo sie bislang fünf Einzel- und acht Doppeltitel gewann.
Seit 2013 spielt Simić für die bosnisch-herzegowinischen Fed-Cup-Mannschaft, wo sie bei 21 Matches bislang siebenmal siegreich war.
In der deutschen Tennis-Bundesliga spielte Simić 2016 für den Tennisclub Rot-Weiß Wahlstedt und 2018 für den TSC Mainz in der 2. Liga.

## Turniersiege

### Einzel
| Nr. | Datum             | Turnier          | Kategorie   | Belag     | Finalgegnerin    | Ergebnis        |
| --- | ----------------- | ---------------- | ----------- | --------- | ---------------- | --------------- |
| 1.  | 1. August 2015    | Tunis            | ITF $15.000 | Sand      | Marija Marfutina | 1:6, 6:3, 6:4   |
| 2.  | 8. August 2015    | Tunis            | ITF $15.000 | Sand      | Barbara Bonić    | 6:2, 6:4        |
| 3.  | 15. November 2015 | Port El Kantaoui | ITF $15.000 | Hartplatz | Ema Burgić Bucko | 3:6, 6:1, 6:4   |
| 4.  | 5. Februar 2017   | Hammamet         | ITF $25.000 | Sand      | Jana Sisikowa    | 6:75, 6:4, 7:62 |
| 5.  | 14. Mai 2017      | Hammamet         | ITF $25.000 | Sand      | Déborah Kerfs    | 7:61, 2:6, 6:4  |

### Doppel
| Nr. | Datum             | Turnier          | Kategorie   | Belag     | Partnerin                  | Finalgegnerinnen                       | Ergebnis          |
| --- | ----------------- | ---------------- | ----------- | --------- | -------------------------- | -------------------------------------- | ----------------- |
| 1.  | 31. Juli 2015     | Tunis            | ITF $10.000 | Sand      | Sofía Luini                | Alina Wessel Lenka Wienerová           | 7:65, 3:6, [10:8] |
| 2.  | 4. Oktober 2015   | Port El-Kantaoui | ITF $10.000 | Hartplatz | Valentini Grammatikopoulou | Anette Munozova Jana Sisikowa          | 4:6, 6:4, [10:6]  |
| 3.  | 17. Oktober 2015  | Port El-Kantaoui | ITF $10.000 | Hartplatz | Walerija Strachowa         | Sofie Oyen Kyra Shroff                 | 6:3, 6:4          |
| 4.  | 14. November 2015 | Port El Kantaoui | ITF $10.000 | Hartplatz | Ema Burgić Bucko           | Mirabelle Njoze Miranda Ramirez        | 7:64, 6:4         |
| 5.  | 17. Dezember 2016 | Hammamet         | ITF $10.000 | Sand      | Tamara Čurović             | Audrey Albié Jade Suvrijn              | ohne Spiel        |
| 6.  | 20. Mai 2017      | Hammamet         | ITF $10.000 | Sand      | Natalija Kostić            | Lisa Ponomar Dalila Spiteri            | 6:4, 6:4          |
| 7.  | 25. November 2017 | Hammamet         | ITF $10.000 | Sand      | Inês Murta                 | Julija Kulikowa Denise-Antonela Stoica | 7:5, 5:7, [10:7]  |
| 8.  | Februar 2018      | Hammamet         | ITF $10.000 | Sand      | Natalija Kostić            | Andrea Gámiz Guadalupe Pérez Rojas     | ohne Spiel        |